# Зігфрід Йокш
Зігфрід Йокш (нім. Siegfried Joksch, 4 липня 1917, Відень — 29 квітня 2006) — австрійський футболіст, що грав на позиції півзахисника. Відомий виступами у складі клубів «Адміра» і «Аустрія», а також національної збірної Австрії. Чотириразовий чемпіон Австрії, дворазовий володар кубка Австрії.

## Клубна кар'єра
У складі клубу «Адміра» (Відень) грав з юнацького віку. В основному складі почав грати у сезоні 1935–1936. Став у першому ж сезоні чемпіоном країни, зігравши 5 матчів у чемпіонат і один у кубку. Клуб випередив найближчого переслідувача Вієнну на 5 очок. Грав з командою у кубку Мітропи 1936, де його клуб несподівано вилетів від скромного чеського клубу «Простейов». В першому матчі вдома «Адміра» сенсаційно програла 0:4. У матчів-відповіді віденці вели 2:0 і 3:1, але у підсумку зіграли 3:2, завершивши гру вшістьох. Угорський арбітр Гертца вилучив у першому таймі одного гравця «Простейова», а у другому одразу п'ятьох австрійців, хоча й не закінчив гру достроково, як цього вимагав регламент.
У 1937 році вдруге став чемпіоном Австрії. Боротьба з «Аустрією» йшла до кінця чемпіонату. На свою останню гру з «Рапідом» «Адміра» йшла з відставанням на 1 очко від конкурента, що вже зіграв усі матчі. Нічийний рахунок 3:3 приніс «Адмірі» чемпіонство за додатковими показниками. «Аустрія» ж взяла реванш у кубку, де перемогла «Адміру» у чвертьфіналі і згодом здобула трофей. Йокш зіграв у 21 матчі чемпіонату і в 3 матчах кубку.
У кубку Мітропи 1937 Йокш зіграв у трьох матчах пршого раунду зі «Спартою» (1:1, 2:2 і 2:0 у переграванні). У чвертьфінальних матчах не грав, бо залишив команду.
З сезону 1937/38 грав у команді «Аустрія» (Відень). У першому сезоні став з командою третій призером турніру, зігравши 13 матчів. Після Аншлюсу і у роки Другої світової війни грав з командою у Гаулізі Остмарк, де «Аустрія» трималась у серединці таблиці, не потрапляючи до трійки призерів. Повернення на перші ролі для клубу почалося з закінченням війни. У 1946 році «Аустрія» стала другою у чемпіонаті. У 1947 році клуб дістався фіналу кубка країни, де поступився 3:4 «Ваккеру». У 1948 і 1949 роках «Аустрія» з Йокшем у складі тріумфувала у кубку Австрії, а у 1949 і 1950 роках здобувала перемоги у національному чемпіонаті. 
Сезони 1953-55 провів у швейцарському клубі «Цюрих». Завершував кар'єру у скромних австрійських клубах «Ортманн» і «Леопольдштадт».

## Виступи за збірну
У 1937 році зіграв один матч у складі збірної Австрії-Б. Австрійська команда поступилась у гостях збірній Італії-Б з рахунком 2:3.
У складі збірної Австрії дебютував у грудні 1945 року у поєдинку зі збірною Франції (4:1). У 1948 році грав у складі команди на Олімпійських іграх у Лондоні. Австрія вибула у першому раунді від майбутнього переможця змагань збірної Швеції (0:3). У період з 1945 по 1950 рік зіграв 22 матчі у національній команді.

## Досягнення
- Чемпіон Австрії (4):

«Адміра»: 1936, 1937
«Аустрія»: 1949, 1950
- Володар кубка Австрії (2):

«Аустрія»: 1948, 1949

## Статистика

### Статистика виступів у кубку Мітропи
| №                      | Розіграш               | Стадія                 | Дата та місце проведення | Команда 1              | Рахунок | Команда 2       | Голи |
| ---------------------- | ---------------------- | ---------------------- | ------------------------ | ---------------------- | ------- | --------------- | ---- |
| 1                      | 1936                   | 1/8                    | 21.06.1936 Відень        | Адміра (Відень)        | 0:4     | Простейов       |      |
| 2                      | 1936                   | 1/8                    | 28.06.1936 Прага         | Простейов              | 2:3     | Адміра (Відень) |      |
| 3                      | 1937                   | 1/8                    | 13.06.1937 Відень        | Адміра (Відень)        | 1:1     | Спарта (Прага)  |      |
| 4                      | 1937                   | 1/8                    | 25.06.1937 Прага         | Спарта (Прага)         | 2:2     | Адміра (Відень) |      |
| 5                      | 1937                   | 1/8 перегр.            | 29.06.1937 Будапешт      | Спарта (Прага)         | 0:2     | Адміра (Відень) |      |
| Всього у кубку Мітропи | Всього у кубку Мітропи | Всього у кубку Мітропи | Всього у кубку Мітропи   | Всього у кубку Мітропи | 5       |                 | 0    |